# Jean de Kent
Titres
Comte de Kent
av. 5 octobre 1331 – 26 décembre 1352
(21 ans, 2 mois et 21 jours)
Baron Wake de Liddell
29 septembre 1349 – 26 décembre 1352
(3 ans, 2 mois et 27 jours)
Jean de Kent (7 avril 1330 – 26 décembre 1352), 3e comte de Kent et 4e baron Wake de Liddell, est le second fils d'Edmond de Woodstock, 1er comte de Kent, et de Marguerite Wake.

## Biographie

### Origines, naissance et premières années
Son père est le dernier fils du roi d'Angleterre Édouard Ier et de sa seconde épouse Marguerite de France. Edmond de Woodstock est exécuté le 19 mars 1330 pour haute trahison, ayant soutenu son demi-frère, le roi Édouard II, déposé par la reine Isabelle et le comte de March Roger Mortimer, tous deux régents du royaume. Il est prétendu que Woodstock avait conspiré pour faire évader l'ancien roi de sa prison pour le restaurer sur le trône. Sa veuve Marguerite Wake est internée à Salisbury avec ses trois premiers enfants, Edmond, Marguerite et Jeanne. Le 7 avril suivant, elle accouche au château d'Arundel de son dernier enfant, Jean.
Mécontent de l'exécution du comte de Kent, dont il n'a pas été  informé, le roi Édouard III planifie la destitution des régents. Le 19 octobre 1330, le roi investit le château de Nottingham, où se sont réfugiés Isabelle et Mortimer. Jugé coupable notamment d'avoir précipité l'assassinat judiciaire de Kent, Mortimer est pendu au gibet de Tyburn le 29 novembre. Les charges de trahison contre Edmond de Woodstock sont annulées par le Parlement dès le 7 décembre. Marguerite Wake et les enfants d'Edmond sont dès lors traités comme des membres de la famille royale. Lorsque son frère aîné Edmond meurt, avant le 5 octobre 1331, le jeune Jean devient comte de Kent.

### Majorité, mariage et mort
À l'été 1346, alors âgé de 16 ans, Jean prend part à la campagne d'Édouard III en France qui aboutit à la bataille de Crécy. Il se trouve alors vraisemblablement dans la suite du comte Henri de Lancastre. Les chroniqueurs contemporains ne font cependant pas état de ses éventuels exploits militaires. L'année suivante, Jean reçoit du roi l'ensemble de son héritage paternel, jusque-là géré par sa mère Marguerite Wake. Il prend possession de nombreux domaines, y compris 43 manoirs et 30 patronages, répartis dans dix-sept comtés différents, ainsi que divers rentes et honoraires dans six autres comtés. Son revenu annuel est supérieur à 6 000 £, ce qui est très largement suffisant pour mener le train de vie d'un comte.
Le 3 avril 1348, Jean épouse, après l'obtention d'une dispense papale, Isabelle de Juliers, fille du duc Guillaume V de Juliers et de son épouse Jeanne de Hainaut. En mai 1349, son oncle maternel Thomas Wake, 2e baron Wake de Liddell, meurt sans descendance. Ses titres et biens reviennent donc à sa sœur Marguerite Wake, qui décède prématurément le 29 septembre suivant en raison de l'épidémie de peste noire en Angleterre. Le comte de Kent hérite de ce fait de toute sa fortune en février 1350. Jean obtient officiellement la jouissance de ses biens le 10 avril 1351, quelques jours après avoir atteint sa majorité.
Au début de 1352, la seconde sœur de Jean, Jeanne, donne naissance à un fils, prénommé Jean en l'honneur de son oncle. Le comte de Kent officie ensuite peut-être en tant que parrain du nourrisson. Quelques mois plus tard, le 23 décembre, le comte tombe gravement malade, peu après avoir cédé son manoir de Ryhall à Bartholomew de Burghersh. Jean meurt trois jours plus tard dans sa résidence favorite de Woking, située dans le Surrey. Il est inhumé à Winchester. Son mariage avec Isabelle de Juliers n'ayant produit aucun enfant, ses titres passent à sa sœur Jeanne. Quant à sa veuve, elle se remarie plus tard avec Eustache D'Abrichecourt. Retirée dans l'abbaye de Waverley après la mort de son second époux en 1372, Isabelle demande toutefois à être enterrée aux côtés de Jean et repose avec lui depuis sa mort en 1411.